# Нокара
Нокара (італ. Nocara, сиц. Nucara) — муніципалітет в Італії, у регіоні Калабрія,  провінція Козенца.
Нокара розташована на відстані близько 390 км на південний схід від Рима, 135 км на північ від Катандзаро, 95 км на північ від Козенци.
Населення — 403 особи (2014).
Щорічний фестиваль відбувається 9 травня. Покровитель — святий Миколай.

## Демографія
Населення за роками:

Станом на 1 січня 2023 року в муніципалітеті офіційно проживало 20 іноземців з 7 країн, серед них 16 громадян країн Євросоюзу та 1 громадянин України.

## Сусідні муніципалітети
- Канна
- Нова-Сірі
- Оріоло
- Сан-Джорджо-Лукано
- Вальсінні